# 阿吉·星
阿吉·星（1939年2月12日—）是一名馬來西亞政治家和外交家，第9任東南亞國家聯盟秘書長。